# Ясютевичи
Ясю́тевичи (бел. Ясю́цевічы) — деревня в составе Дзержинского сельсовета Дзержинского района Минской области Беларуси. Деревня расположена в 7 километрах от Дзержинска, 37 километрах от Минска и 8 километрах от железнодорожной станции Койданово.

## История
Известна со 2-й половины XVIII века, как деревня в Минском повете Минского воеводства Великого княжества Литовского. После второго раздела Речи Посполитой в 1793 году вошла в состав Российской империи. В 1800 году в Ясютевичах 19 дворов, располагался хозяйский дом И. Костровицкого.  
В середине XIX века в составе имения Большие Новосёлки, владение помещика Здяхновского. В 1870 году в деревне проживали 30 крестьян мужского пола. В 1880-е годы была открыта школа грамоты, закрытая в 1890 году Во 2-й половине XIX—начале XX века в составе Койдановской волости Минского уезда Минской губернии. По данным первой всероссийской переписи населения, в деревне Ясютевичи насчитывается 23 дворов, проживают 158 жителей. В 1917 году в Ясютевичах проживали 184 жителя, насчитывалось 32 хозяйства. 
9 марта 1918 года в составе провозглашённой Белорусской Народной Республики, однако фактически находилась под контролем германской военной администрации. С 1 января 1919 года в составе Советской Социалистической Республики Белоруссия, а с 27 февраля того же года в составе Литовско-Белорусской ССР, летом 1919 года деревня была занята польскими войсками, после подписания рижского мира — в составе Белорусской ССР. 
С 20 августа 1924 года в составе Макавчицкого сельсовета Койдановского района Минской округа. 29 июля 1932 года Койдановский район был переименован в Дзержинский. С 23 марта 1932 года в составе Новосёлковского сельсовета, с 31 июля 1937 года в составе Минского, с 4 февраля 1939 года вновь в составе Дзержинского района, с 20 февраля 1938 года в Минской области. По данным всесоюзной переписи населения 1926 года в деревне насчитывалось 33 двора проживали 158 жителей. В годы коллективизации организован колхоз.
В Великую Отечественную войну с 28 июля 1941 года до 7 июля 1944 года деревня была оккупирована немецко-фашистскими захватчиками. На фронте погибли 14 жителей. 16 июля 1954 года деревня была передана из состава упразднённого Новосёлковского сельсовета в состав Дзержинского сельсовета. В 1960 году проживали 87 жителей, в 1991 году в деревне проживали 85 жителей, насчитывалось 42 хозяйства. По состоянию на 2009 год в составе СПК «Крутогорье-Петковичи».

## Население
| Численность населения (по годам) | Численность населения (по годам) | Численность населения (по годам) | Численность населения (по годам) | Численность населения (по годам) | Численность населения (по годам) | Численность населения (по годам) | Численность населения (по годам) |
| 1870                             | 1897                             | 1909                             | 1917                             | 1926                             | 1960                             | 1991                             | 1999                             |
| -------------------------------- | -------------------------------- | -------------------------------- | -------------------------------- | -------------------------------- | -------------------------------- | -------------------------------- | -------------------------------- |
| 30                               | ↗158                             | ↗160                             | ↗184                             | ↘158                             | ↘87                              | ↘85                              | ↘61                              |
| 2004                             | 2010                             | 2017                             | 2018                             | 2020                             | 2022                             |                                  |                                  |
| ↘47                              | ↘42                              | ↘27                              | ↗28                              | ↗31                              | ↘30                              |                                  |                                  |

## Достопримечательности
- Братская могила советских воинов и партизан, расположена возле здания бывшей школы. Захоронено 10 воинов и партизан, которые погибли в боях против немецко-фашистских захватчиков в 1941-1944 годах. В 1958 году на месте могилы был установлен обелиск[7].